# Crazy Horse (fuzil)
O Crazy Horse, ou M14SE, é um fuzil de atirador designado semiautomático baseado no fuzil M14. Ele tem câmara para o cartucho 7,62×51mm NATO e é fabricado pela Smith Enterprise Inc.

## Visão geral
O objetivo do projeto do fuzil Crazy Horse era oferecer às atuais unidades militares um programa de modernização confiável e econômico para atiradores designados, usando fuzis M14 existentes no inventário. O fuzil Crazy Horse foi projetado em conjunto com o Picatinny Arsenal e a Army Infantry School. Embora o fuzil tenha muitos recursos de acurácia incorporados para torná-lo preciso, não é um fuzil de precisão e foi projetado como um fuzil de batalha para atender às necessidades do programa de atirador designado do Exército dos EUA.
O fuzil Crazy Horse é fabricado pela Smith Enterprise Inc. e é usado por várias unidades das Forças Armadas dos EUA com a designação de M21A5 e M14SE. Os componentes metálicos do Crazy Horse são tratados criogênicamente antes da montagem, o que elimina a necessidade de revestir a coronha com plástico com reforço de fibra de vidro e inserções de aço. Atualizações adicionais incluem um sistema de gatilho completamente ajustável (de 1 a 2 kg) e uma alavanca de manejo estendida para uso em ambientes extremamente frios.
A câmara é cortada a mão usando alargadores de câmara especialmente projetados para o cartucho M118LR. A Smith Enterprise Inc. é a única fabricante civil de fuzil que usa esses alargadores. O sistema de gás é unitizado e endurecido via melonita. O pistão a gás é cromado com tolerâncias rígidas para garantir um ajuste preciso no cilindro de gás endurecido. Diferentemente dos fuzis M14 tradicionais, a massa de mira está localizada na trava de gás, em oposição à boca do cano, para permitir o uso de um silenciador de anexação direta que é montado no quebra-chamas Vortex Flash Hider.
A luneta é montada no fuzil usando um suporte de luneta SEI feito via eletroerosão. O suporte de luneta é anexado à coronha do fuzil, e não soldado à armação.

### Utilizadores
O fuzil Crazy Horse está atualmente em serviço na 2ª Divisão de Infantaria e na 101ª Divisão Aerotransportada, ambas do Exército dos EUA, com a designação de M21A5.